# Pável Pérez
Pável Uriel Pérez Hernández (Tala, 26 giugno 1998) è un calciatore messicano, attaccante del Necaxa.

## Carriera
Cresciuto nel settore giovanile del Guadalajara, l'11 agosto 2019 passa in prestito al Toledo, squadra della quarta divisione spagnola. Dopo aver trascorso una stagione in prestito al Tepatitlán nella seconda divisione messicana, il 7 agosto 2021 ha esordito con il Chivas, disputando l'incontro di Liga MX pareggiato per 2-2 contro il Juárez.

## Statistiche

### Presenze e reti nei club
Statistiche aggiornate al 7 febbraio 2023.
| Stagione           | Squadra            | Campionato         | Campionato | Campionato | Coppe nazionali | Coppe nazionali | Coppe nazionali | Coppe continentali | Coppe continentali | Coppe continentali | Altre coppe | Altre coppe | Altre coppe | Totale | Totale |
| Stagione           | Squadra            | Comp               | Pres       | Reti       | Comp            | Pres            | Reti            | Comp               | Pres               | Reti               | Comp        | Pres        | Reti        | Pres   | Reti   |
| ------------------ | ------------------ | ------------------ | ---------- | ---------- | --------------- | --------------- | --------------- | ------------------ | ------------------ | ------------------ | ----------- | ----------- | ----------- | ------ | ------ |
| 2019-2020          | Toledo             | TD                 | 9          | 0          |                 | -               | -               |                    | -                  | -                  |             | -           | -           | 9      | 0      |
| 2020-2021          | Tepatitlán         | LE                 | 40         | 6          |                 | -               | -               |                    | -                  | -                  |             | -           | -           | 40     | 6      |
| 2021-2022          | Guadalajara        | LM                 | 8          | 1          |                 | -               | -               |                    | -                  | -                  |             | -           | -           | 8      | 1      |
| 2022-2023          | Guadalajara        | LM                 | 19         | 0          |                 | -               | -               |                    | -                  | -                  |             | -           | -           | 19     | 0      |
| Totale Guadalajara | Totale Guadalajara | Totale Guadalajara | 27         | 1          |                 | -               | -               |                    | -                  | -                  |             | -           | -           | 27     | 1      |
| Totale carriera    | Totale carriera    | Totale carriera    | 76         | 7          |                 | -               | -               |                    | -                  | -                  |             | -           | -           | 76     | 7      |

## Palmarès

### Club

#### Competizioni nazionali
- Liga de Expansión MX: 1

Tepatitlán: Clausura 2021